# 广谷顺子
广谷顺子（日语：／ Hirotani Junko */?，1956年10月17日—2020年1月4日），日本流行音樂歌手，作曲家。

## 生平
1956年出生。学生时代就开始创作歌曲，曾获得大学原创音乐比赛作曲奖及最优秀奖。2002年，与丈夫木户泰弘共同成立音樂組合“绮罗”。她还为许多知名歌手制作歌曲，并担任和聲歌手，包括中森明菜的歌曲《水中之花》。
2020年1月4日凌晨，因乳腺癌在家中去世，享年63岁。